# Antonio Giolfi
Antonio Giolfi (Genova, 1721 – Genova, 1806 o 1796) è stato un incisore e pittore italiano. Era membro dell'Accademia Ligustica.

## Biografia
Divenuto abate, inizia la sua carriera artistica come discepolo di Lorenzo De Ferrari insieme al quale completa il ciclo di affreschi nella chiesa genovese del Gesù (chiesa dei Gesuiti, intitolata anche a Sant'Ambrogio), dipingendo la terza cupoletta a sinistra (di Lorenzo De Ferrari sono le altre cupolette, esclusa una decorata da Sebastiano Galeotti). Altri dipinti Giolfi li esegue nei palazzi nobiliari Genovesi.
Nel palazzo di Ambrogio Doria (palazzo Doria, poi acquistato dai De Ferrari e divenuto proprietà di Raffaele De Ferrari, Duca di Galliera) dipinge una sala con medaglie in affresco e due tele ad olio aventi per soggetto le gesta della famiglia Doria. In palazzo Durazzo Bombrini dipinge altri particolari.
Per la chiesa di San Marco a Genova (sulla via del Molo Vecchio) dipinge la tela con i SS. Agostino e Chiara innanzi alla Madonna.
Nella Loggia dei Mercanti di piazza Banchi, nel centro di Genova, nel 1752 fu riparata la volta interna distruggendo nella reintonacazione gli affreschi di G.B. Brignole, pittore di grottesche. Si trattava delle raffigurazioni delle “Armi della Repubblica”, e per esse si ordina un rifacimento; l'incarico viene assegnato ad Antonio Giolfi, che li ridipinge basandosi sul disegno originario. Il tutto venne distrutto dal bombardamento del 1942 che lasciò scoperchiata la loggia.
Realizzò poi una serie di incisioni con le vedute di Genova, volte a illustrare la città ai forestieri. Questa serie partiva con una planimetria della città e proseguiva con le varie vedute, impostate secondo prospettive esageratamente ampie: la piazza Banchi, il Ponte di Carignano, il Palazzo del Principe a Fassolo, la via Giulia con la chiesa di N.S. del Rimedio, la veduta della Foce con la collina di Albaro sullo sfondo e molte altre.
All'interno dell'Accademia Ligustica di Belle Arti ricoprì vari incarichi.
Successivamente Antonio Giolfi, come pittore, viene sminuito dai giudizi del primo Ottocento; tra questi l'Alizeri, che lo giudica più che mediocre.